# Nová Cerekev (stacja kolejowa)
Nová Cerekev – stacja kolejowa w miejscowości Nová Cerekev, w kraju Wysoczyna, w Czechach. Znajduje się na linii 224 Tábor – Horní Cerekev, na wysokości 570 m n.p.m..  

## Linie kolejowe
- 224: Tábor – Horní Cerekev